# Arthur Harder
Karl Arthur Alexander Harder (* 19. September 1910 in Frankfurt am Main; † 3. Februar 1964 ebenda) war ein deutscher SS-Hauptsturmführer, Adjutant des Führers des Sonderkommandos 1005 und verurteilter Kriegsverbrecher.

## Leben
Arthur Harder war Sohn eines Kaufmanns. Nach Abschluss der Volksschule im 1926 besuchte er eine Handelsschule und absolvierte eine kaufmännische Ausbildung. Zum 1. Dezember 1929 trat er der NSDAP (Mitgliedsnummer 173.750) und der SA bei. Am 1. Februar 1930 wurde er Mitglied der SS (SS-Nummer 4.271). Anschließend arbeitete er als kaufmännischer Angestellter bei Tapetenfabriken. Ab 1938 war er hauptamtlich für den SD im SD-Abschnitt Düsseldorf tätig.
Nach dem Überfall auf Polen kam Harder mit einer Einsatzgruppe nach Posen. Von 1940 bis 1943 arbeitete er in Lissa für die Umwandererzentralstelle in Litzmannstadt. Auf eigene Initiative wurde er einer Einsatzgruppe im Kaukasus im Operationsgebiet der SS-Division Wiking zugeteilt. Im Sommer 1943 wurde er Adjutant Paul Blobels
im Sonderkommando 1005. Von September bis November 1943 arbeitete Harder das Kommando auf Gut Trostinez bei Minsk ein und leitete es auch. Dieses Gut wurde von der KdS-Dienststelle in Minsk verwaltet und diente zugleich als Ort für Massenexekutionen und Lager für den Besitz. Im Herbst 1943 war Harder an einer Lebendverbrennung von drei Menschen in der Nähe des Gutes Trostinez beteiligt. Er deckte den zur Verbrennung vorgesehenen Stapel aus Leichen und Holz mit Reisig ab, steckte einen Pfahl in den Stapel, an dem danach ein Opfer festgebunden wurde, und war bei der Verbrennung der Opfer anwesend. Ende 1944 wurde er zur Einsatzgruppe Iltis versetzt.
Bei Kriegsende kam er in jugoslawische Kriegsgefangenschaft, aus der er floh. In Kärnten wurde er von britischen Truppen festgenommen und im Lager Tarent interniert. Von den Briten den Amerikanern übergeben, kam er 1946 in das Internierungslager Dachau und anschließend in das Internierungslager Darmstadt. Im Juli 1948 wurde er aus dem Internierungslager Darmstadt entlassen. Dann arbeitete Harder zunächst als Maurer, bis er 1952 als kaufmännischer Angestellter bei der Firma Krupp-Kraftfahrzeuge in Frankfurt am Main Arbeit fand.
Das Amtsgericht Koblenz erließ am 4. Februar 1960 Haftbefehl gegen Harder. Gleichzeitig ermittelte auch die Staatsanwaltschaft Hamburg  wegen Ermordungen während seiner Zeit beim Sk 1005 gegen Harder. Das Landgericht Koblenz verurteilte ihn am 21. Mai 1963 wegen Beihilfe zum Mord zu drei Jahren und sechs Monaten Haft. Harder starb, bevor das Urteil  rechtskräftig wurde.